# One Time
«One Time» (с англ. — «Один раз») — дебютный сингл канадского певца Джастина Бибера, выпущенный в США и Канаде 7 июля 2009 года и в нескольких других странах осенью 2009 года. Акустическая версия песни под названием «My Heart Edition» была выпущена в iTunes 22 декабря 2009 года.
Сингл получил положительные отзывы критиков, высоко оценивших постановку, исполнение и текст песни. «One Time» вошёл в первую 20-ку популярных чартов в Германии, Великобритании, Франции и Новой Зеландии. Сингл получил статус платинового в Канаде и США. В видеоклипе вместе с Бибером выступает Ашеро. По состоянию на декабрь 2020 года видеоклип был просмотрен 653 миллиона раз на видеохостинге YouTube.

## История
Песня была написана для Бибера продюсером и автором песен Трики Стюартом, а также автором песен, Куком Харреллом. До этого они уже написали несколько хитов, в том числе «Single Ladies (Put a Ring on It)», «Obsessed», «Throw It In the Bag» и другие.
Продюсерами сингла стали Стюарт и дуэт The Movement, в то время как Харрелл обеспечил запись и продюсирование вокала. Бибер записал песню в студии Triangle Sound Studios RedZone в Саванне, штат Джорджия, в нескольких часах езды от тогдашнего дома Бибера в Атланте. Микширование было сделано в Атланте в студии Silent Sound Джейсеном-Джошуа Фаулером и Дэйвом Пенсадо.

## Критика
Билл Лэмб с сайта About.com отметил успешный старт певца с «One Time». Майкл Менахем из Billboard указал, что песня вобрала в себя подростковую эстетику хип-хопа. Майкл сравнил Бибера с Крисом Брауном, так как тенор Бибера напоминает вокальный дебют Брауна с песней Run It! 2005 года. Лия Гринблат из Entertainment Weekly назвала сингл одним из самых горячих среди песен осени 2009 года.

## Коммерческий успех
Песня вошла под номером 95 в Billboard Hot 100 за неделю 25 июля 2009 года. Она оставалась в чарте почти шесть месяцев, прежде чем в конце концов достигнуть 17-го места в чарте. Хотя сингл не набирал оборотов до конца 2009 года, ему удалось занять 89-е место в чарте Billboard Year-End 2009 года и 81-е место в чарте Canadian Hot 100.
Сингл занял 75-е место в Hot Digital Singles. Он дебютировал в чарте Billboard Pop под номером 84 как лучший дебют недели. С тех пор сингл достиг пика на 14-м месте, а также 12-го места в Канаде, где оставался в чарте 20 недель подряд. Сингл был сертифицирован CRIA платиновым в Канаде в сентябре 2009 года. В январе 2010 года он был сертифицирован RIAA платиновым в США и разошелся тиражом более миллиона экземпляров. По состоянию на февраль 2011 года было продано 2 132 000 копий.

## Видеоклип
Клип, снятый режиссёром Вашти Кола, был выложен Бибером на его YouTube-канале 13 июня 2009 года, почти за месяц до выхода сингла в iTunes. В клипе появляются наставник Бибера, Ашер и один из его ближайших друзей, Райан Батлер. В нём Бибер поет, одетый в серую толстовку с капюшоном. По состоянию на январь 2019 года клип имееи более 590 миллионов просмотров на YouTube. Бибер прокомментировал, что было действительно здорово перейти от веб-камеры к профессиональным видеоклипам.

## Чарты и сертификации
| Чарт (2009—10)                   | Наив. поз. |
| -------------------------------- | ---------- |
| Australian Singles Chart         | 23         |
| Austrian Singles Chart           | 30         |
| Belgian Singles Chart (Flanders) | 62         |
| Belgian Singles Chart (Wallonia) | 44         |
| Brazilian Hot 100 Airplay        | 70         |
| Canadian Hot 100                 | 12         |
| European Hot 100                 | 29         |
| French Singles Chart             | 13         |
| German Singles Chart             | 14         |
| Irish Singles Chart              | 31         |
| Netherlands (Single Top 100)     | 74         |
| New Zealand Singles Chart        | 6          |
| Swedish Singles Chart            | 55         |
| Swiss Singles Chart              | 66         |
| UK Singles Chart                 | 11         |
| США (Billboard Hot 100)          | 17         |
| США (Billboard Pop Airplay)      | 14         |
| США (Billboard Rhythmic)         | 17         |

| Region         | Provider | Certification(s) |
| -------------- | -------- | ---------------- |
| Австралия      | ARIA     | Платиновый       |
| Канада         | CRIA     | Платиновый       |
| Новая Зеландия | RIANZ    | Золотой          |
| Великобритания | BPI      | Серебряный       |
| США            | RIAA     | 5× Платиновый    |

### Годовые чарты
| Чарт (2009)              | Поз. |
| ------------------------ | ---- |
| Canadian Hot 100         | 81   |
| US Billboard Hot 100     | 89   |
| Чарт (2010)              | Поз. |
| Australian Singles Chart | 93   |
| European Hot 100 Singles | 80   |
| UK Singles Chart         | 132  |